# Рудник Комата-Ріфз
Рудник Комата-Ріфз (Komata Reefs) — колишнє гірничодобувне підприємство на Північному острові Нової Зеландії.
Вперше золото в районі майбутньої копальні виявили в 1891 році, при цьому з відправленої для переробки на дослідну станцію невеликої партії концентрату змогли отримати кілька сотень грамів золота. Далі гірничу ліцінзію викупив інший підприємець, що зміг вивезти на фабрику з вилучення золота біля сотні тонн концентрату, з якого вилучили вже 12 кілограмів золота.
Для повноцінної розробки родовища сформували компанію Komata Gold Mining, а вже у 1894-му копальня перейшла до Waitekauri Gold Mining. Остання мала свою фабрику з вилучення золота, до якої проклали залізничну колію завдовжки 3 милі. Первісно для руху вагонеток використовували коней, яких потім замінили на паровоз. Останній зазнав кілька аварій котла та в підсумку був знищений його вибухом, після чого повернулись до гужової тяги.
Починаючи з 1901-го почалось падіння видобутку і в 1902-му рудник знову опинився у Komata Gold Mining. Не пізніше 1913-го розробка припинилась, а копальня почала переходити від одного власника до іншого, проте так і не відновила повноцінну роботу (хоча до 1930-х років зробили кілька спроб). Всього за час експлуатації накопичений видобуток склав 16,6 тонн золота.